# Cotoneaster intermedius
Cotoneaster intermedius är en rosväxtart som beskrevs av Coste. Cotoneaster intermedius ingår i släktet oxbär, och familjen rosväxter. Inga underarter finns listade i Catalogue of Life.